# 110 î.Hr.

## Nașteri
- dată necunoscută: Ioan Hircan al II-lea mare preot și rege al Israelului (d. 30 î.Hr.)
- dată necunoscută: Titus Pomponius Atticus  (d. 32 î.Hr.)
- dată necunoscută: Lentulus Batiatus  (d. ?)